# Propiroteri
El propiroteri (Propyrotherium saxeum) és una espècie extinta de mamífer piroteri de la família dels pirotèrids que visqué a Sud-amèrica durant l'Eocè, fa entre 33,9 i 48 milions d'anys. Se n'han trobat restes fòssils a les províncies argentines de Chubut i Río Negro. Es tracta de l'única espècie del gènere Propyrotherium. És probablement l'animal més antic conegut que es classifica amb certesa entre els piroteris. La gran majoria del material que se n'ha descobert són dents molariformes. El nom genèric Propyrotherium significa ‘abans de Pyrotherium’.